# 臺灣桑劍紋夜蛾
臺灣桑劍紋夜蛾（学名：Acronicta gigasa）为夜蛾科劍紋夜蛾屬下的一个种。